# Kenan İpek
Kenan İpek né le 5 octobre 1959 à Rize, est un magistrat turc.
Diplômé de la faculté de droit de l'Université d'Istanbul en 1982.
Pendant plusieurs années il travaille au parquet, comme substitut de Savur et procureur de Seben, d'Elmalı et d'Istanbul. Puis il commence à travailler au ministère de la justice ; président de l'établissement des ateliers du ministère de la justice (1997-2003), directeur général de l'administration pénitentiaire du ministère de la justice (2003-2008), haut conseiller du ministre de la justice (2008-2013), sous-secrétaire du ministère de la justice (2014-2015 et 2015-2017), ministre de la justice (2015),,. Depuis 2017 il est conseiller à la Cour de cassation.